# Ebersbach-Musbach
Ebersbach-Musbach är en kommun (tyska Gemeinde) i Landkreis Ravensburg i förbundslandet Baden-Württemberg i Tyskland. Folkmängden uppgår till cirka 1 700 invånare, på en yta av 27 kvadratkilometer. Kommunen består av ortsdelarna (tyska Ortsteile) Ebersbach, Musbach och Geigelbach / Boos.
Kommunen ingår i kommunalförbundet Altshausen tillsammans med kommunerna Altshausen, Boms, Ebenweiler, Eichstegen, Fleischwangen, Guggenhausen, Hoßkirch, Königseggwald, Riedhausen och Unterwaldhausen.